# جوليا سواريز
جوليا داس نيفيس بوتيغا سواريز (من مواليد 23 أغسطس 2005) هي لاعبة جمباز فني برازيلية ولاعبة افريق البرازيل الوطني للجمباز. مثلت بلدها في بطولة العالم للناشئين 2019، حيث وصلت إلى النهائيات في عارضة التوازن. ظهرت لأول مرة على المستوى الدولي في بطولة الألعاب الأمريكية 2021 حيث ساعدت البرازيل على الفوز بالميدالية الذهبية للفريق، وحصلت أيضًا على الميدالية البرونزية الفردية في عارضة التوازن. ظهرت لأول مرة في مهارة جديدة، وهي حامل شمعة بنصف لفة على عارضة التوازن، والتي سميت باسمها في قانون النقاط. كانت جزءًا من الفريق البرازيلي الحائز على الميدالية الفضية في بطولة العالم 2023، والفريق الحائز على الميدالية البرونزية في الألعاب الأولمبية الصيفية 2024 في باريس.